# Tribunalul Național Suprem din Polonia

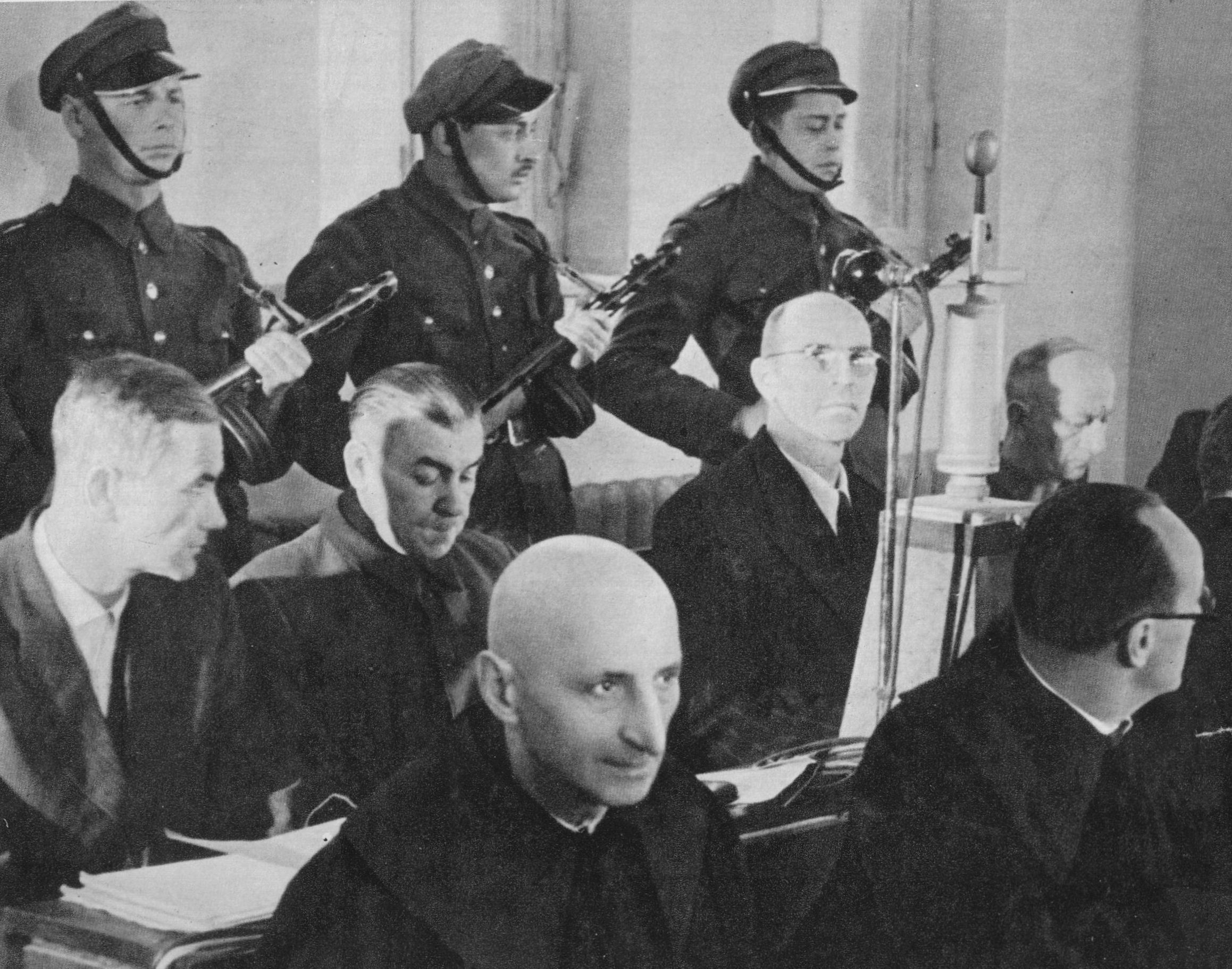
Procesul lui Ludwig Fischer la Varșovia în 1947

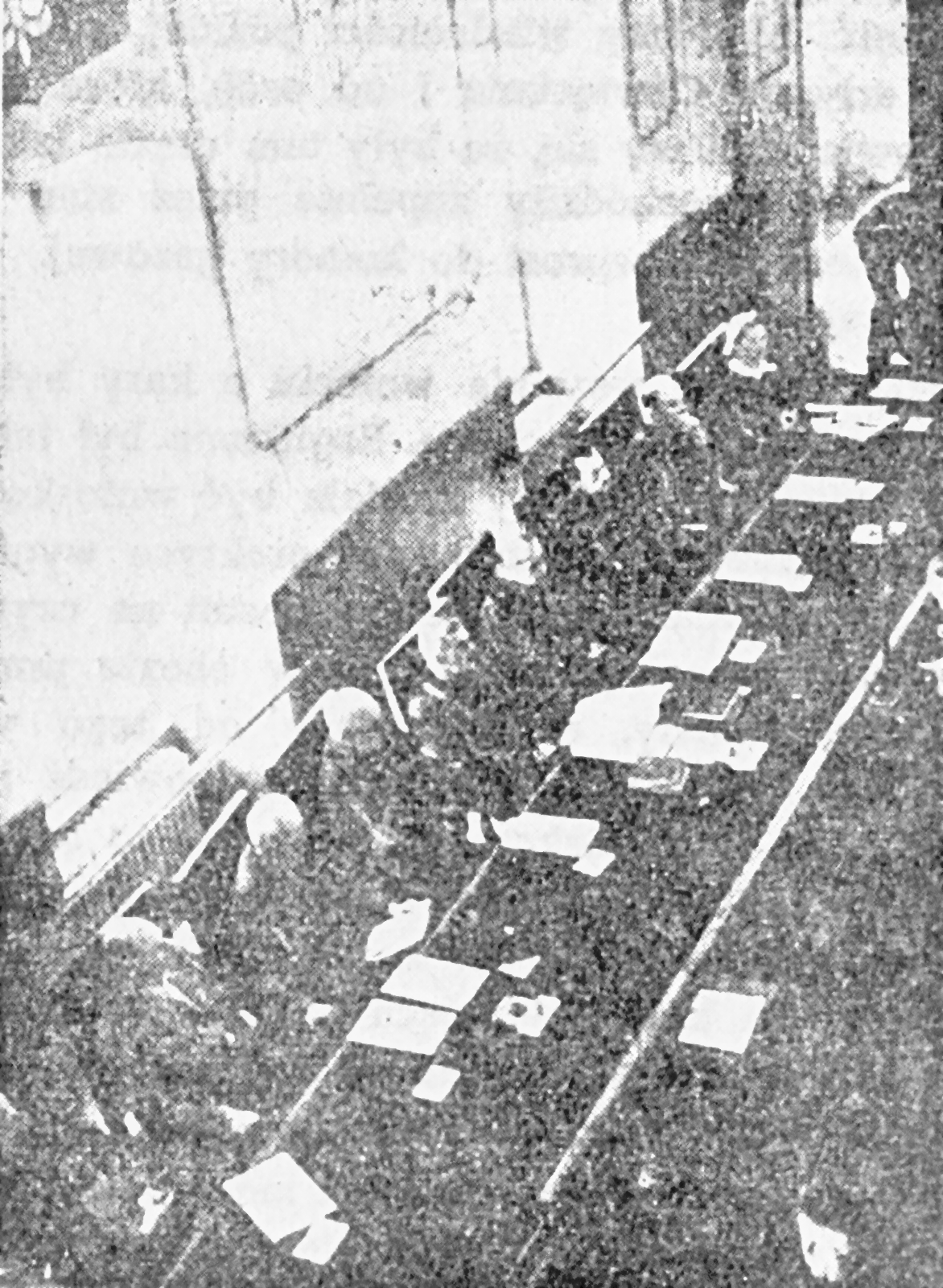
Plenul Tribunalului Național Suprem în procesul lui Amon Göth, 1946

Tribunalul Național Suprem (în poloneză Najwyższy Trybunał Narodowy; NTN) a fost un tribunal special pentru crime de război activ în Polonia din perioada comunistă din 1946 până în 1948. Jurisdicția și competențele sale au fost definite de Consiliul Național de Stat (în poloneză Krajowa Rada Narodowa; KRN) prin decretele din 22 ianuarie 1946, 17 octombrie 1946 și 11 aprilie 1947. Noua lege se baza pe un decret anterior din 31 august 1944 emis de noul regim polonez instalat de sovietici, cu jurisdicție asupra „criminalilor fasciști-hitleriști și trădători ai națiunii poloneze”. Tribunalul a prezidat șapte cauze importante care au implicat un total de 49 de persoane.

## Context
Germania Nazistă a ocupat Polonia în 1939 și a comis mai multe atrocități. Declarația de la Moscova din 1943 „cu privire la atrocități” a afirmat că germanii judecați ca vinovați de crime de război vor fi trimiși înapoi în țările în care au comis crimele și „judecați pe loc de popoarele pe care le-au asuprit”. Polonia, care a suferit foarte mult din cauza atrocităților naziste, a identificat peste 12.000 de criminali pentru care a cerut extrădarea; în cele din urmă, aproximativ 2.000 de criminali germani au fost extrădați în Polonia (după 1945, majoritatea înainte de 1949).
Statul Secret Polonez a avut propriile sale tribunale speciale în Polonia ocupată, care au judecat și pronunțat sentințe împotriva unor criminali de război germani. Autoritățile poloneze comuniste (ale Comitetului Polonez de Eliberare Națională, în poloneză Polski Komitet Wyzwolenia Narodowego PKWN) care nu au recunoscut Statul Secret Polonez (și în unele cazuri au persecutat în mod activ persoanele legate de acesta) și-au stabilit propria structură alternativă, care odată cu victoria autorităților comuniste asupra Statului Secret Polonez a devenit dominantă în Polonia postbelică. Autoritățile PKWN au autorizat înființarea instanțelor penale speciale la 12 septembrie 1944 pentru a judeca criminalii de război germani. La 22 ianuarie 1946 s-a înființat Tribunalul Național Suprem cu o singură instanță, cu misiunea de a judeca principalii autori ai crimelor comise de cel de-al treilea Reich în teritoriile poloneze ocupate.

## Înființare
Decretul de înființare a Tribunalului a fost semnat de președintele Consiliului Național de Stat (KRN), Bolesław Bierut, și contrasemnat de prim-ministrul Edward Osóbka-Morawski, ministrul justiției Henryk Świątkowski și ministrul securității publice Stanisław Radkiewicz.

## Jurisdicție și competențe
Jurisdicția și competențele Tribunalului au fost definite prin decretele din 22 ianuarie și 17 octombrie 1946 și printr-un decret din 11 aprilie 1947. Legea aplicată a fost un decret din 31 august 1944 „privind pedepsirea infractorilor fasciști-hitleriști vinovați de uciderea și maltratarea populației civile și pedepsirea prizonierilor de război și pedepsirea trădătorilor Națiunii Poloneze.”
Nu s-a făcut niciun recurs la verdictele Tribunalului.

## Componența tribunalului

Judecătorii Tribunalului Național Suprem din Polonia

Tribunalul a avut trei judecători, patru judecători laici, procurori și avocați din oficiu.
Cel mai cunoscut judecător a fost Emil Stanisław Rappaport.

## Procese

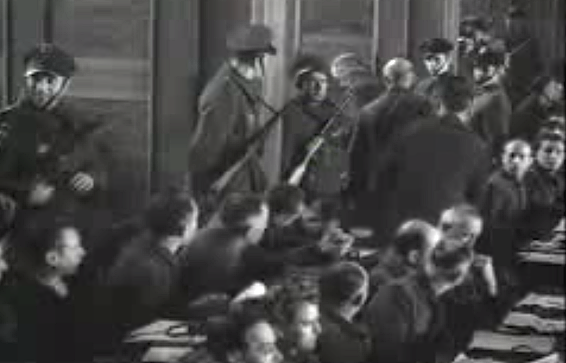
Procesul Auschwitz, Cracovia, 1947

Șapte procese au fost aduse în fața Tribunalului Național Suprem în 1946–1948:
1. Procesul lui Arthur Greiser, șef al Orașului Liber Danzig și mai târziu, guvernator al Reichsgau Wartheland
Procesul a avut loc la Poznań, între 22 iunie și 7 iulie 1946.
Verdict: pedeapsa cu moartea, sentința executată.
2. Procesul lui Amon Göth, comandantul lagărului de concentrare din Cracovia-Płaszów
Procesul a avut loc la Cracovia, de la 27 august până la 5 septembrie 1946.
Verdict: pedeapsa cu moartea, sentința executată.
3. Procesul lui Ludwig Fischer, Ludwig Leist, Josef Meisinger, Max Daume, toți cei patru oficiali naziști de rang înalt din Varșovia ocupată
Procesul a avut loc la Warsaw de la 17 decembrie 1946 până la 24 februarie 1947
Sentință: Fischer, Meisinger, Daume — Moartea, executată, Leist — 8 ani
4. Procesul lui Rudolf Höss, unul dintre comandanții lagărului de concentrare de la Auschwitz
Procesul a avut loc la Varșovia de la 11 martie până la 29 martie 1947
Verdict: pedeapsa cu moartea, sentința executată.
5. Procesul a 40 de cadre din lagărul de concentrare de la Auschwitz (inclusiv unul dintre comandanți, Arthur Liebehenschel).
Procesul (cunoscut și sub numele de Primul Proces de la Auschwitz, cu Procesul de la Frankfurt Auschwitz cunoscut sub numele de Al Doilea Proces de la Auschwitz) a avut loc la Cracovia în perioada 24 noiembrie - 16 decembrie 1947
Verdict: 23 condamnări la moarte (21 executate), 16 pedepse cu închisoarea de la detențiunea pe viață la 3 ani de închisoare, o persoană (Hans Münch) achitată pentru comportament uman și pentru că a permis supraviețuirea a numeroși pacienți.
6. Procesul lui Albert Forster, guvernator al Reichsgau Danzig-Prusia de Vest
Procesul a avut loc la Gdańsk din 5 aprilie – 29 aprilie 1948
Verdict: pedeapsa cu moartea, sentința executată.
7. Procesul lui Josef Bühler, secretar de stat și viceguvernator al Guvernământului General
Procesul a avut loc la Cracovia din 17 iunie – 5 iulie 1948
Verdict: pedeapsa cu moartea, sentința executată.

Primele două dintre procesele de mai sus (ale lui Greiser și Göth) au fost finalizate înainte ca sentința să fie pronunțată de Tribunalul Militar Internațional din Nürnberg la 30 septembrie 1946.
În plus, Tribunalul a declarat că Guvernământul General a fost o organizație criminală.